# États d'amour
États d'amour is een nummer van de Franse zanger Amir uit 2017. Het is de eerste single van zijn tweede studioalbum Addictions.
In het nummer zingt de ik-figuur dat hij door zijn geliefde is verlaten, en dat hij er hartstochtelijk naar verlangt dat zij bij hem terugkeert. Amir haalde de inspiratie voor het nummer naar eigen zeggen uit een tijd waarin hij niet goed in zijn vel zat. Zijn gezondheid kwam daardoor in gevaar, hij verloor zijn eetlust, kreeg last van slapeloosheid, en ging zelfs zo ver dat hij bepaalde ex-vriendinnen smeekte om terug in zijn leven te komen. "États d'Amour" was in de officiële Franse hitlijst met een 92e positie niet heel succesvol. In de Franse airplaylijst was het des te succesvoller met een 10e positie.